# Saalfelder Schule

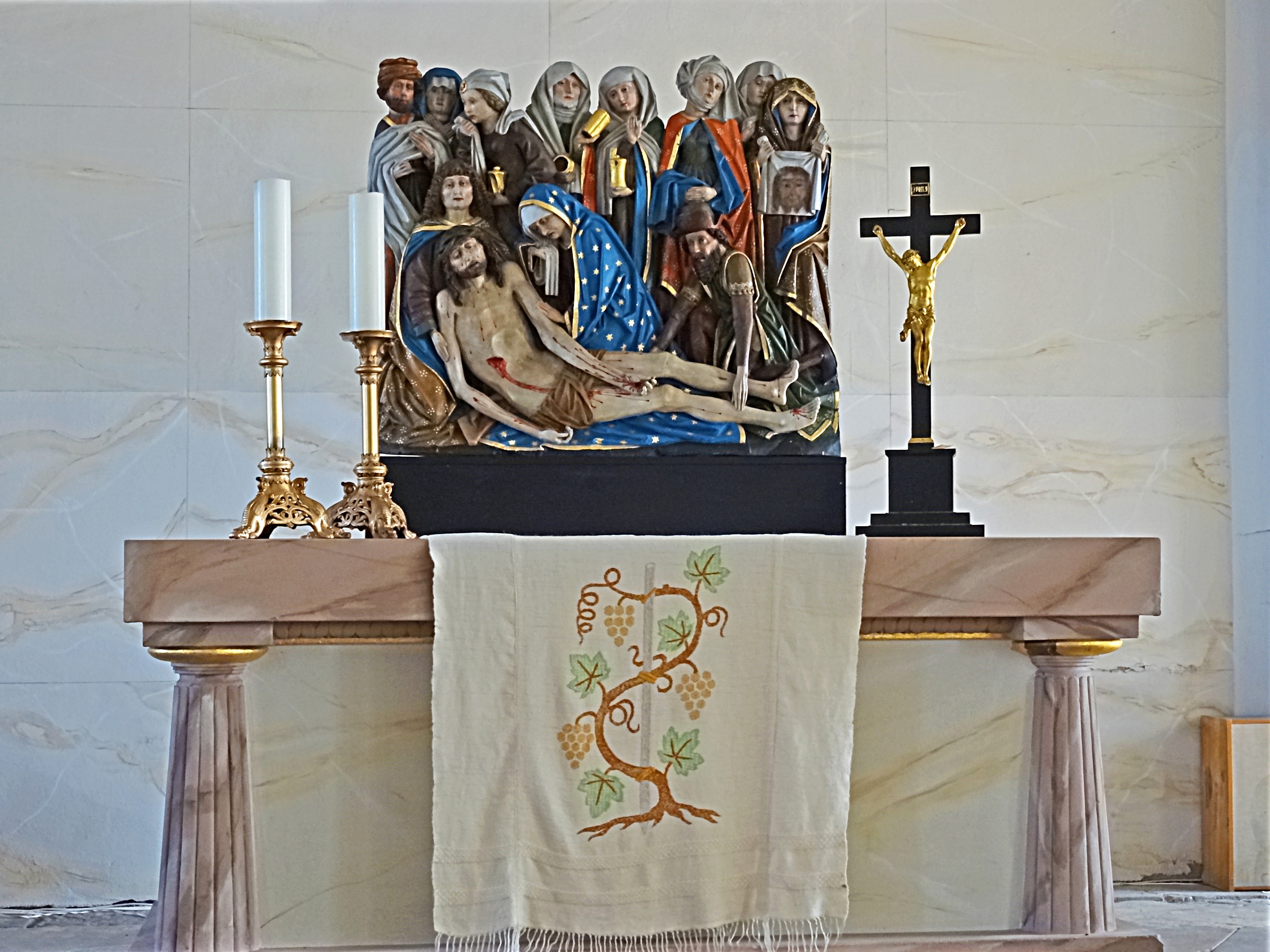
Figurengruppe Beweinung Christi in Gräfinau-Angstedt

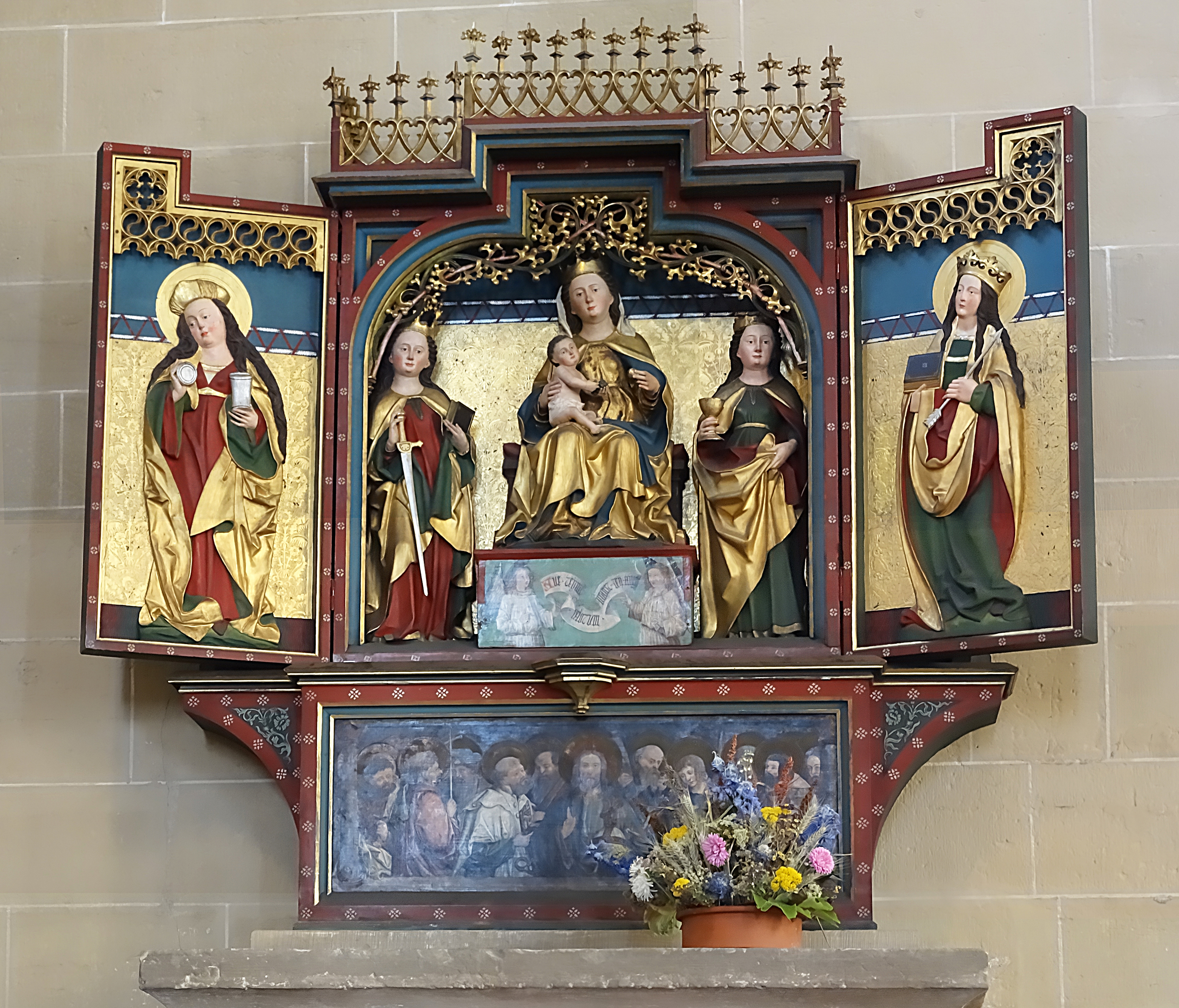
Marienaltar der Severikirche (Erfurt)

Die Saalfelder Schule ist eine gotische Altar-Werkstatt um 1500.
Sie war zur Zeit der Spätgotik in Thüringen sehr produktiv auf dem Gebiet der Bildschnitzkunst. Vor allem im Raum Saalfeld und Rudolstadt belieferte sie zahlreiche Dorfkirchen im Umland mit qualitätvollen Stücken.

## Geschichte
Nach einem wirtschaftlichen Aufschwung erreichte im letzten Viertel des 15. Jahrhunderts die Benediktinerabtei in Saalfeld ihre höchste Macht. Gefördert durch den 1460 erwählten, kunstsinnigen Abt Georg von Geylsdorf, erblühte hier eine hochbedeutende Bildschnitzerschule (bzw. Altar-Werkstatt), welche Bestellungen für das reiche Kloster, wie für Hunderte geistlicher Stiftungen des ganzen Orla-Landes und weiterhin ausführte. Unter Balthasar von Stein wurde 1486 die Abteikirche prächtig erneuert. Vor allem Georg von Thüna (Thun), seit 1496 Abt, 1497 zum Fürstabt erhoben, baute viel am Kloster und begünstigte in jeder Beziehung die Kunst.
Durch die Berufung des ersten evangelischen Superintendenten Caspar Aquila 1527 wurde die Reformation öffentlich eingeführt. Als 1525 die Benediktiner und 1533 die Franziskaner aus Saalfeld flüchteten, fanden ihre Klöster andere Verwendung. In den kriegerischen Wirren von Bauernkrieg 1525 und Schmalkaldischem Krieg verlieren sich die Hinweise auf die Altar-Werkstätten.

## Wirken
Das bedeutendste zeitgenössische Atelier in der damals zum Bistum Würzburg gehörenden Kaufmannsstadt Saalfeld leitete der Bildschnitzer Valentin Lendenstreich († 1506) und nach dessen Tod Hans Gottwald von Lohr († 1542). Dieser ist als Schüler und Mitarbeiter von Tilman Riemenschneider in Würzburg nachgewiesen, wo er bis 1501 wirkte. Ab 1503 arbeitete er in der Werkstatt Lendenstreichs in Saalfeld neben weiteren sieben,
nicht namentlich bekannten Bildschnitzern im Ort, dessen spätgotische Skulptur noch heute von einer beachtlichen Zahl erhaltener, zwischen 1480 und 1520 entstandener
Reihenfigurenaltäre repräsentiert wird.
der Saalfelder Schule werden zugerechnet:
- der gotische Staffelaltar in der Volkstedter Kirche aus dem 15. Jahrhundert und die Flügelaltäre in Schaala und Keilhau[5]
- der Marienaltar (1510) in der Severikirche (Erfurt)[6]
- spätgotische Beweinungsgruppe auf dem Altar der Marien-Kirche zu Gräfinau-Angstedt[7]
- Altar aus der ehemaligen Saalfelder Benediktinerabteikirche in der Wehrkirche Zeigerheim bei Bad Blankenburg[8]
- der Rottenbacher Altar von 1498 aus Saalfelder Werkstatt des damals weit bekannten Künstlers Valentin Lendenstreich[9]
- reich geschnitzter Flügelaltar in der Großkochberger Kirche St. Michael von 1500[10]
- gotischer Schnitzaltar in der Kirche Sankt Sebastian in Dienstädt zwischen 1509 und 1513[11]
- geschnitzte Flügelaltar aus Buchheim um 1500 im Schlossmuseum Altenburg[12]
- Flügelaltar der Döhlener Kirche, etwa aus dem Jahre 1510/1515[13]
- Martinsaltar der Martinskirche Meckfeld (befindet sich im Weimarer Schlossmuseum) aus dem Jahre 1502[14]
- Kirche St. Nikolai Unterwellenborn, Flügelaltar von 1522[15]
- Großer Marienaltar aus der Kirche St. Veit (Oberpreilipp) bei Rudolstadt (im Stadtmuseum Saalfeld im Franziskanerkloster)[16]
- Altarschreine in Oberwellenborn und in St. Jakobus (Rottenbach) bei Schwarzburg aus der Werkstatt Valentin Lendenstreichs in Saalfeld[17]
- Altare bzw. Figuren in St. Marien (Gorndorf) (1490), der Gertrudiskirche (Graba), Reichenbach, Saalfeld, Weischwitz, St. Martin (Achelstädt), Barchfeld, St. Marien (Treppendorf) (1480),[18]
- Altar in Neusitz (1515)[19]
- Altar der Kirche St. Stephanus und St. Nikolaus (Strößwitz) (1508)[20]
- Altar in der Heilsberger Kirche[21]